# Dichroman draselný
Dichroman draselný K2Cr2O7 je toxická, oranžovočervená krystalická látka, která se používá v analytické chemii jako primární oxidimetrický standard pro titrace, protože jej lze připravit ve velmi vysoké čistotě a je prakticky neomezeně stálý. Dichroman draselný se často používá jako oxidační činidlo v reakcích.
Roztok dichromanu draselného ve zředěné kyselině sírové se používá rovněž jako testovací kyselina na stříbro, protože při reakci se stříbrem vzniká červená sraženina.

## Bezpečnost
Dichroman draselný je jednou z nejčastějších příčin chromové dermatitidy; chrom s vysokou četností vyvolává senzibilizaci vedoucí k dermatitidě, zejména na rukách a předloktích. Tato dermatitida je chronická a obtížně se léčí. Dichroman draselný je též toxický (zejména při vdechování), pro hlodavce je průměrná smrtelná dávka 100 mg/kg.
Podobně jako jiné sloučeniny s šestimocným chromem, je dichroman draselný karcinogenní a mělo by se s ním pracovat jen s použitím náležitých ochranných prostředků. Je také žíravý a při zasažení oka může způsobit těžké poškození nebo i slepotu.